# Ca l'Escarola
Ca l’Escarola és un edifici modernista dissenyat per l’arquitecte Miquel Albareda Canyelles el 1918, ubicat a Conesa. S'hi pot accedir des del número 14 del carrer Major i des del carrer de la Muralla.

## Història
A mitjan segle XVII, ja hi ha constància que la família Segarra era propietària d'una finca al carrer Major de Conesa. El capbreu de l'any 1686, fa constar que Jaume Segarra Pijoan, era un dels terratinents i el cadastre de l'any 1748, ho corrobora. La Casa Jaume Segarra apareix citada al capbreu de l'any 1766, on es fa una relació dels propietaris d'immobles de la vila de Conesa. A inicis del segle xx, quan es va projectar la decoració de la façana posterior de l'edifici, la casa rebé el sobrenom de "ca l'Escarola", a causa de l'efecte de les rajoles sobreposades al maó.
La reforma de l’edifici va ser encomanada per Alfons Segarra Poblet (Conesa, 1876 – Barcelona, 1951), un exportador de barrets de pell de conill amb fàbrica a Barcelona que va fer fortuna durant la Gran Guerra.

## Descripció
L'habitatge és de secció rectangular i té una distribució de planta baixa i dos pisos amb coberta de dos aiguavessos i carener paral·lel a la façana principal. La part posterior de la coberta, orientada a la Riera de Saladern, té un tram pla i s'aprofita com a terrat. A més a més, on fita el carener de la coberta, també s'alça un badalot de secció quadrangular amb coberta de quatre vents rematada per una peça ceràmica de forma ovalada.
La façana principal presenta la planta baixa amb el parament format a partir d'obra de carreus, regulars i ben escairats, disposats en filades i lligats amb morter de calç. La resta de la façana, en canvi, té un revestiment, que dissimula tot l'aparell i a més, està decorat amb motius quadrangulars i bandes horitzontals.
Pel que fa a les obertures, a la planta baixa hi ha dues portes emplafonades, la de dos batents amb l'arc escarser i la d'un eix, amb arc de mig punt. Al primer pis, hi ha una balconada amb dues obertures que donen pas al balcó i una altra que compleix la funció de finestra. En tots els casos, l'obertura és d'arc de llinda i té un guardapols d'arc fistonat convex amb l'intradós decorat amb motius florals. Al segon pis, hi ha dos balcons independents, amb la mateixa tipologia que la resta i, tanmateix, amb barana de ferro forjat.
Corona la façana un remat mixtilini, al centre del qual s'hi inscriu la data 1919. La façana posterior de Ca l'Escarola està presidida per una parcel·la de secció triangular, emprada com a hort, delimitada amb un mur de contenció d'obra de maçoneria rematada amb rajola de cairó i, en un extrem, té una porta de ferro forjat que permet l'accés directe.
D'altra banda, i com a element que dona singularitat a la casa, la façana, que té una base arrebossada i pintada, presenta una doble galeria ornamentada amb cinc arcs ogivals entrelligats de maó vist, ressaltats amb rajoles ceràmiques de motius vegetals. Cadascuna de les obertures compta amb una barana de gelosia ceràmica on es configuren motius geomètrics entrellaçats.
A la planta baixa, la galeria està configurada a partir de quatre pilars que es perllonguen a la resta de nivells, amb una composició de totxos entrecreuats, que es repeteixen als límits de la façana, disposats a la manera de faixes, per en conjunt, els sis, ressorgir a la part del terrat. A més d'aquest terrat, paral·lelament se n'obre un altre de secció rectangular, i aquest compta amb una barana de gelosia de ceràmica. En aquest cas, la fisonomia del pla de la façana que el configura, no és el mateix que la resta, ja que la façana respecta l'aparell original, idèntic al que observàvem a la planta baixa de la façana principal i amb una obertura d'arc de llinda i dues d'arc escarser, seguint l'ordre dels nivells.